# Кашин, Борис Сергеевич
Бори́с Серге́евич Ка́шин (род. 3 июля 1951, Москва) — советский и российский математик, доктор физико-математических наук, профессор, академик Российской академии наук, главный научный сотрудник отдела теории функций Математического института им. В. А. Стеклова РАН, заведующий кафедрой теории функций и функционального анализа механико-математического факультета МГУ.
Депутат Госдумы РФ V и VI созывов, член фракции КПРФ. Член ЦК КПРФ с 2000 по 2021 год. Член Президиума ЦК КПРФ в 2003—2008 годах. Председатель Движения «За возрождение отечественной науки».

## Биография
Борис Сергеевич Кашин родился 3 июля 1951 года в Москве. В 1973 году он окончил механико-математический факультет МГУ, после чего поступил в аспирантуру Математического института имени В. А. Стеклова (МИАН) АН СССР. С 1976 года занимается научной работой в МИАН.
В 1976 году защитил диссертацию на соискание учёной степени кандидата физико-математических наук по специальности «Функциональный анализ и теория функций» на тему «О некоторых свойствах функциональных и ортогональных рядов» (научный руководитель — П. Л. Ульянов). В 1977 году он защитил диссертацию на соискание учёной степени доктора физико-математических наук по специальности «Математический анализ» на тему «Общие ортонормированные системы и некоторые вопросы теории приближений».
4 марта 1979 года, в 27 лет, был избран от Октябрьского избирательного округа Москвы депутатом Верховного Совета СССР 10 созыва (на срок 5 лет; депутатский срок Б. С. Кашина закончился в 1984 году).
В том же 1979 году Б. С. Кашин начал преподавать на механико-математическом факультете МГУ; в 1990 году ему было присвоено учёное звание профессора. Читал для студентов мехмата лекции по теории аппроксимации.
В 1980 году вступил в КПСС.
В 1985—1990 годах был депутатом районного совета Октябрьского района Москвы, председателем территориальной депутатской группы.
30 мая 1997 года Б. С. Кашин был избран членом-корреспондентом Российской академии наук (РАН) по Отделению математики (математика).
В 2000 году избран членом Центрального Комитета КПРФ. С марта 2003 года вошёл в состав Президиума Центрального Комитета КПРФ. На XIII съезде КПРФ (декабрь 2008) не был избран в новый состав Президиума ЦК КПРФ. Кашин является автором ряда статей, в которых недвусмысленно выражается поддержка руководителям Санкт-Петербургского отделения КПРФ, отстранённым от должностей и исключённым из партии решением Президиума ЦК — В. И. Фёдорову, С. Б. Борзенко и др., критикуется политика руководства КПРФ по вопросам внутрипартийной демократии и пр.
В 2007 году, после смерти в ноябре 2006 года академика П. Л. Ульянова, Б. С. Кашин стал заведующим кафедрой теории функций и функционального анализа мехмата МГУ.
22 декабря 2011 года Б. С. Кашина избрали действительным членом РАН по Отделению математических наук (математика).
Ныне он является заместителем академика-секретаря отделения математических наук РАН, членом комиссии РАН по научной этике и членом кадровой комиссии президиума РАН.
Главный редактор журнала «Математический сборник».
В 2012 был среди инициаторов закона о запрете усыновления российских сирот гражданами США, также известного как «закон Димы Яковлева».
В июле 2013 году на заседании Государственной думы Б. С. Кашин подверг резкой критике предложенный правительством план реорганизации Российской академии наук, назвав его «авантюрой».

## Научная деятельность
К основным областям научных интересов Б. С. Кашина относятся теория ортогональных рядов, теория аппроксимации, геометрия выпуклых тел. При этом в теории ортогональных рядов ему удалось дать положительное решение давно поставленной задачи о существовании в пространстве {\displaystyle L^{2}[0,1]} полной ортонормированной системы, образованной сходящимися почти всюду рядами; таким образом, в пространстве {\displaystyle L^{2}[0,1]} впервые был построен базис в смысле сходимости почти всюду. Им были также получены геометрические неравенства для ортогональных рядов и предложен основанный на использовании этих неравенств новый метод исследования ортогональных рядов.
В теории аппроксимации Б. С. Кашин занимался задачей о порядках поперечников соболевских классов гладких функций и предложил метод оценок поперечников конечномерных множеств, который стал основой для многочисленных дальнейших исследований. Принципиальное значение для получения нижних оценок приобрёл полученный Кашиным результат «о несжимаемости n-мерного куба». Существенно новым (и весьма неожиданным) результатом, полученным Кашиным в теории выпуклых тел, стал обнаруженный им факт существования у многомерных октаэдров почти сферических сечений малой коразмерности, который лёг в основу нового метода обработки сигналов «сжатые измерения», нашедшего важные практические приложения. Им была также решена старая задача Б. Кнастера о свойствах линий уровня непрерывных функций, заданных на многомерной сфере.

## Награды, премии
- Орден Дружбы (5 февраля 2024 года) — за большой вклад в развитие отечественной науки, многолетнюю плодотворную деятельность и в связи с 300-летием со дня основания Российской академии наук[15]
- Медаль ордена «За заслуги перед Отечеством» II степени (12 июня 2013 года) — за большой вклад в развитие российского парламентаризма и активную законотворческую деятельность[16]
- Премия имени А. Н. Колмогорова Российской академии наук (2012) — за цикл работ «Поперечники по Колмогорову, n-членные приближения, оценки норм подматриц»[5]

## Публикации

### Отдельные издания
- Кашин Б. С., Саакян А. А. Ортогональные ряды. 2-е изд. — М.: Изд-во АФЦ, 1999. — x + 550 с. — ISBN 5-93379-003-6.

### Некоторые статьи
- Кашин Б. С.  Об одном свойстве функциональных рядов // Математические заметки. — 1972. — Т. 11, № 5. — С. 481—490.
- Кашин Б. С.  Об устойчивости безусловной сходимости почти всюду // Математические заметки. — 1973. — Т. 14, № 5. — С. 645—654.
- Кашин Б. С.  О колмогоровских поперечниках октаэдров // Доклады АН СССР. — 1974. — Т. 214, № 5. — С. 1024—1026.
- Кашин Б. С.  Об одной полной ортонормированной системе // Математический сборник. — 1976. — Т. 99 (141), № 3. — С. 356—365.
- Кашин Б. С.  Поперечники некоторых конечномерных множеств и классов гладких функций // Известия АН СССР. Сер. матем.. — 1977. — Т. 41, № 2. — С. 334—351.
- Кашин Б. С.  Общие ортонормированные системы и некоторые вопросы теории приближений // Математические заметки. — 1979. — Т. 26, № 2. — С. 299—315.
- Кашин Б. С.  О поперечниках классов Соболева малой гладкости // Вестник МГУ. Сер. 1. Математика, механика. — 1981. — № 5. — С. 50—54.
- Кашин Б. С., Темляков В. М. О наилучших m-членных приближениях и энтропии множеств в пространстве {\displaystyle L^{1}} // Математические заметки. — 1994. — Т. 56, № 5. — С. 57—86.
- Кашин Б. С., Разборов А. А. Новые нижние оценки устойчивости матриц Адамара // Математические заметки. — 1998. — Т. 63, № 4. — С. 535—540.
- Kashin B. S., Szarek S. J. The Knaster problem and the geometry of high-dimensional cubes // Comptes Rendus Acad. Sci., 2003, 336 (11). — P. 931—936.
- Кашин Б. С.  Об одном классе неравенств для ортонормированных систем // Математические заметки. — 2006. — Т. 80, № 2. — С. 204—208.
- Кашин Б. С., Темляков В. М.  Замечание о задаче сжатого измерения // Математические заметки. — 2007. — Т. 82, № 6. — С. 829—837.